# Aeolagrion axine
Aeolagrion axine е вид водно конче от семейство Coenagrionidae.

## Разпространение
Видът е разпространен в Еквадор.